# استان چومبیویلکاس
استان چومبیویلکاس (به اسپانیایی: Provincia de Chumbivilcas) یک استان در پرو است که در منطقه کوزکو واقع شده‌است. استان چومبیویلکاس ۵٬۳۷۱٫۰۸ کیلومتر مربع مساحت و ۷۷٬۷۲۱ نفر جمعیت دارد.